# یانووک (گمینا پیاسکی)
یانووک (به لاتین: Janówek) یک روستا در لهستان است که در گمینا پیاسکی (استان لوبلین) واقع شده‌است.